# Хан-Юнис (провинция)
Хан-Юнис — одна из 16 провинций Государства Палестина. Расположена в южной части сектора Газа. Административный центр — Хан-Юнис.
Согласно переписи 2017 года, население провинции составляет 370 638 человек.